# Azatbek Omourbekov
Azatbek Assanbekovitch Omourbekov (Азатбек Асанбекович Омурбеков) est un lieutenant-colonel russe, commandant de la 64e brigade de fusiliers motorisés. Il est originaire du Karakalpakstan, une république autonome d'Ouzbékistan.
Il est surnommé par les médias le « boucher de Boutcha » car, selon les informations disponibles, il serait le commandant des troupes impliquées dans le massacre de cette ville ukrainienne. Selon des rapports ukrainiens, Omourbekov aurait non seulement toléré les atrocités de ses soldats dans la ville, mais y aurait également pris part personnellement,.
Omourbekov et ses hommes ont quitté Boutcha le 30 mars 2022. Les troupes ukrainiennes ont alors retrouvé environ 300 civils assassinés dans la ville. Certains avaient les mains liées, d'autres ont été torturés avant de mourir. Certains corps sont restés dans les rues pendant des semaines. « Les troupes russes ont tué des familles entières et des enfants. Ils ont essayé de brûler les corps. Des gens ont été abattus dans le dos, certains dans les rues, d'autres jetés dans des puits. Ils ont été tués chez eux, certains ont été écrasés par des chars sur un coup de tête. Ils leur ont coupé le cou, des femmes ont été violées devant leurs enfants », a décrit le président ukrainien Volodymyr Zelensky après sa visite.
Volodymyr Zelensky appelle alors à la création d'un tribunal qui, à l'instar du Tribunal militaire international de Nuremberg, jugerait les crimes de guerre commis par la Russie en Ukraine après la Seconde Guerre mondiale.
Omourbekov est promu colonel et sa brigade reçoit le qualificatif honorifique « de la Garde » en avril 2022. Le 13 juillet 2022, on apprend qu'Omourbekov a reçu le titre de héros de la fédération de Russie et prévoit d'installer une plaque commémorative à l'école où il a étudié,.